# Slaget ved Navarino
Slaget ved Navarino var et søslag, der blev udkæmpet den 20. oktober (8. oktober efter den julianske kalender) 1827 under den Den græske uafhængighedskrig (1821–32) i Navarinobugten ved byen Navarino (i dag Pylos) på vestkysten af halvøen Peloponnes i Det Joniske Hav. Allierede styrker fra Rusland, Storbritannien og Frankrig besejrede overbevisende osmanniske og egyptiske flådestyrker, der forsøgte at undertrykke grækernes oprør. En osmannisk armada, der bl.a. indeholdt eskadrer fra de osmanniske provinser (ejalet) Egypten og Tunis, blev ødelagt af den allierede flåde. Det var det sidste større søslag i historien, der blev udkæmpet med sejlskibe; en stor del af skibene lå dog for anker under søslaget. De allierede opnåede sejr gennem overlegen ildkraft.
Slaget var ikke planlagt på forhånd. Den allierede flådes formål var at formå den osmanniske kommandant til at respektere en våbenhvile mellem osmannerne og grækerne. Den osmanniske kommandant afviste imidlertid at tage imod ordrer og beordrede den allierede flåde væk fra Navarinobugten. Den allierede flåde sejlede imidlertid ind i bugten, hvor den lagde sig for anker. Herefter begyndte søslaget, der resulterede i ødelæggelsen af den osmanniske flåde. Ødelæggelsen af den osmanniske flåde var en væsentlig medvirkende årsag til, at Grækenland nogle år senere opnåede fuld selvstændighed fra Osmannerriget.

## Baggrund
Det Osmanniske Rige havde i 1400-tallet erobret det græsk kontrollerede Byzantinske Rige. I 1821 påbegyndte den græske befolkning et oprør mod osmannerne med henblik på opnåelse af selvstændighed. Selvstændighedskrigen havde verseret i nogle år, men efter et dødvande havde den osmanniske sultan i 1825 lovet den magtfulde wali (vicekonge) i Egypten, Muhammad Ali Pasha, at give Peloponnes som len til Alis ældste søn, Ibrahim, mod at vicekongen stillede sin vestligt trænede hær til osmannernes rådighed. I februar 1825 førte Ibrahim et ekspeditionskorps til Peloponnes, hvor han indtog den vestlige del af halvøen.
Rusland havde gennem en længere periode haft til mål at udvide sin indflydelsessfære ind i Osmannerriget, der i en længere periode havde været i forfald, og så sig selv som det Byzantinske Riges reelle arvtager og som beskytter af de kristne befolkningsgrupper i Osmannerriget. Ruslands ambitioner på Balkan og i Asien blev set på med bekymring fra særlig Storbritanniens side, der var bekymrede for et stærkt Rusland med indflydelse i det svækkede Osmannerrige. Rusland støttede stærkt den græske frihedskamp. Det officielle Storbritannien støttede Osmannerriget, men der var i den britiske offentlighed en stærk støtte til den græske frihedskamp. Da Storbritannien og Frankrig var nervøse for en russisk indblanding i den græske frihedskrig på egen hånd, indgik parterne en aftale, hvorefter de tre stormagter foretog en samlet intervention mod at Rusland afstod fra territoriale krav mod Osmannerriget.
De græske oprørere rådede over langt færre styrker (knap 5.000 mand) i forhold til osmannerne (25.000 mand) og den egyptiske ekspeditionsstyrke (15.000 mand), hvortil kom, at grækerne var uden finansielle midler. En græsk nederlag i konflikten var derfor forventeligt.
De tre stormagter (Storbritannien, Frankrig og Rusland) indgik ved Londontraktaten i 1827 en aftale, der pålagde de stridende parter at indgå en våbenhvile, og at give grækerne autonomi indenfor Osmannerriget Ved en ikke offentlig bestemmelse i traktaten aftalte de tre stormagter at sætte flådestyrker ind for at gennemføre traktatens bestemmelser, dog uden at tage part i konflikten. Den 29. august 1827 afviste osmannerne traktaktens påbud. Grækerne accepterede kravet om våbenhvile den 2. september.

## Slaget
De allierede rådede over 22 skibe med 1.258 kanoner mod osmannernes 78 skibe med 2.180 kanoner. De allierede havde imidlertid 10 linjeskibe mod osmannernes tre, og den osmanniske flådes skibe var generelt mindre og med mindre kraftige kanoner.
Det er uklart, hvilken af parterne, der åbnede ild først. Ifølge den britiske viceadmiral og øverstbefalende Codrington konsterede den allierede flåde, at osmannerne forberedte et brandskib til at blive sendt afsted, hvorefter de allierede sendte en båd mod dem med ordre om at indstille manøvren. Osmannerne beskød den allierede båd og satte ild til brandskibet. De allierede sendte en kutter ud for at bringe brandskibet ud af kurs, men kutteren blev beskudt. De allierede besvarede ilden, og kort efter var de to flåder i åben kamp. I de følgende to timer blev den samlede osmanniske flåde ødelagt. Tre fjerdedele af de osmanniske skibe blev sænket, resten blev sænket af osmannerne selv for at undgå, at de faldt i de allieredes hænder. Af de 78 osmanniske skibe var blot otte sødygtige efter slaget.
De osmanniske og egyptiske tabstal var store. Codrington fik oplyst, at omkring 3.000 osmanniske mænd omkom og godt 1.100 blev såret; Codrington anslog dog det omvendte. De allieredes tab blev opgjort til 181 dræbte og 480 sårede. Ingen allierede skibe blev sænket, men en del skibe blev beskadigede.

## Efterspil
På trods af ødelæggelsen af den osmanniske flåde havde osmannerne fortsat 40.000 mand i det centrale og sydlige Grækenland, der var placeret på stærkt befæstede borge. Anerkendelse af græsk autonomi havde således lange udsigter, hvis ikke osmannerne accepterede Londontraktaten.
Rusland erklærede i april 1828 krig mod osmannerne, hvorved Den russisk-tyrkiske krig (1828-1829) var en realitet. Russerne besejrede osmannerne og rykkede ind i Donaufyrstendømmerne Moldavien og Valakiet, belejrede Varna og den vigtigste fæstning i Rumelien, borgen Shumla, og Silistra i Kaukasus. I august 1828 accepterede osmannerne at trække sig tilbage fra Peloponnes og i oktober 1828 trak også egypterne deres tropper ud. Herefter opnåede grækerne kontrol med de centrale dele af Grækenland.
I september 1829 stod den russiske hær blot 65 km fra sultanens palads i Konstantinopel og osmannerne kapitulerede og indgik Adrianopeltraktaten, hvorved osmannerne måtte acceptere en række russiske krav, herunder græsk autonomi. Grækerne var dog ikke tilfredse med autonomi indenfor Osmannerriget og krævede fuld uafhængighed, og ved London-protokollen i 1830 aftalte stormagterne, at Grækenland skulle have fuld uafhængighed. Den osmanniske sultan Mahmud 2. måtte i 1832 efter de militære nederlag acceptere Konstantinopeltraktaten, der anerkendte Grækenland som en selvstændig stat.

## Codringtons rolle og eftermæle
Den britiske kommandør under slaget, Edward Codrington opnåede heltestatus i den britiske offentlighed efter slaget. I den britiske regering og i det britiske diplomati var der imidlertid stor utilfredshed med Codringtons ageren, da man mente, at han havde overskredet sine beføjelser ved at have fremprovokeret søslaget, der væsentligt havde reduceret osmannernes muligheder for at modstå det russiske pres på Osmannerriget. Den efterfølgende krig mellem Rusland og Osmannerriget øgede modstanden mod Codrington. Codringtons status som krigshelt indebar dog, at der ikke umiddelbart kunne skrides ind over for ham, men i 1828 blev han frataget kommandoen over flådeenheder i Royal Navy.